# Fairport Harbor

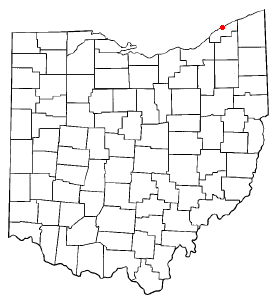
Fairport Harbor na planie stanu Ohio

Fairport Harbor – wieś w USA, w stanie Ohio, w hrabstwie Lake. Obecnie (2014) burmistrzem miejscowości jest Tim Manross.
Liczba mieszkańców w 2010 roku wynosiła 3 109, a w roku 2012 wynosiła 3 101.